# Louis-Jean Beaupuy
Pour les articles homonymes, voir Beaupuy.
Louis-Jean Beaupuy? né le 15 novembre 1896 à Elbeuf et mort le 12 mai 1974 à Saint-Privat, est un artiste peintre français.

## Biographie
Louis-Jean Beaupuy est né le 15 novembre 1896 à Elbeuf (Seine-Inférieure). En 1915, il habite à Castres.
Il est mobilisé en 1915 comme soldat de 2e classe lors de la Première Guerre mondiale. Le 16 décembre 1917, il est reconnu qu'il présente une déviation convexe à droite de la colonne vertébrale, et en  1921, qu'il est atteint d'un reliquat de Mal de Pott lombaire et que son état général est déficient.
Il se marie le 30 octobre 1923 à Paris avec Louise Fernande Bouyeron, artiste musicienne née à Castres (Tarn). Il a alors 26 ans. Trois ans plus tard, le 1er janvier 1926, elle donnera naissance à leur fils Pierre Beaupuy. En 1934, ils divorcent.
C'est le 12 mai 1974 que Louis-Jean Beaupuy s'éteint à Saint-Privat (Dordogne).

### Carrière
Louis-Jean Beaupuy a été élève de Fernand Cormon aux Beaux-Arts de Paris où il a reçu plusieurs diplômes.
En 1930, il reçoit la médaille d'argent de la Société des Artistes Français. Il expose en 1932 au salon des Artistes Français.
Il remporte une bourse en 1931 pour voyager à Madagascar, puis une autre en 1934 pour voyager en Afrique-Équatoriale française. Il expose plusieurs fois au Salon colonial des Artistes Français dans les années 1930.

## Œuvres
- Distribution de tissus aux indigènes : le gouverneur général et Mme Renard à M'Pila en A.E.F, d'abord conservé au Musée des arts africains et océaniens puis au Musée du quai Branly, Paris[2].